# Lord Mountbatten, l'ultimo viceré
Lord Mountbatten, l'ultimo viceré è una miniserie televisiva trasmessa dalla ITV nel 1986. Essa narra del periodo in cui Lord Mountbatten fu Comandante Supremo del Sud-Est asiatico durante la Seconda Guerra Mondiale e poi Viceré dell'India poco dopo la guerra, nei giorni che precedettero l'indipendenza indiana.

## Produzione
La miniserie è stata girata in India. Originariamente era previsto che alcune parti venissero girate in Sri Lanka, ma a causa dello scoppio della guerra civile questo non fu possibile.

## Distribuzione
Trasmessa nel Regno Unito dal 26 gennaio al 2 marzo 1986 sulla rete ITV, la miniserie è andata in onda in Italia in tre puntate anziché sei come nella trasmissione originale dal 7 al 21 marzo 1986 in prima serata su Rai Due.

## Episodi
| Titolo     | Prima TV UK      | Prima TV Italia |
| ---------- | ---------------- | --------------- |
| Episodio 1 | 26 gennaio 1986  | 7 marzo 1986    |
| Episodio 2 | 2 febbraio 1986  | 7 marzo 1986    |
| Episodio 3 | 9 febbraio 1986  | 14 marzo 1986   |
| Episodio 4 | 16 febbraio 1986 | 14 marzo 1986   |
| Episodio 5 | 23 febbraio 1986 | 21 marzo 1986   |
| Episodio 6 | 2 marzo 1986     | 21 marzo 1986   |

## Riconoscimenti
- 1986 - Primetime Emmy Awards
  - Migliore sceneggiatura per una miniserie o film per la televisione a David Butler (ex aequo con Ron Cowen, Daniel Lipman, Sherman Yellen per Una gelata precoce)
  - Candidatura alla Migliore miniserie televisiva
  - Candidatura ai Migliori costumi per una miniserie o film per la televisione a Jenny Beavan